# Amazonite (cràter)
Amazonite és un cràter sobre la superfície de (2867) Šteins, situat amb el sistema de coordenades planetocèntriques 9.6 ° de latitud nord i 75.6 ° de longitud est. Fa un diàmetre de 0.47 km. El nom va ser fet oficial per la UAI el nou de maig de 2012 i fa referència a l'amazonita, una varietat verda de feldespat microclina.